# Zehdenick
Zehdenick é um município da Alemanha, situado no distrito de Oberhavel, no estado de Brandemburgo. Tem 221,52 km² de área, e sua população em 2019 foi estimada em 13.387 habitantes.